# Journey to the Center of the Earth (film Asylum 2008)
Journey to the Center of the Earth è un film statunitense del 2008 diretto da Davey Jones e Scott Wheeler. È un B movie prodotto da The Asylum, società specializzata nelle produzioni di film a basso costo per il circuito direct-to-video.

## Trama
Il film segue due trame intrecciate: quella di un team di ricerca che è stato teletrasportato 600 km sotto la crosta terrestre e che si perso nel centro della Terra e quella della missione di salvataggio organizzata dagli Stati Uniti con un'avanzata operazione di perforazione della crosta terrestre, che si sta svolgendo in Nord America.
La perforazione è abbastanza potente da perforare la solida roccia ad un ritmo veloce per tentare di salvare la squadra dal loro destino. L'operazione ha inizio, ma la struttura del trapano si rompe accidentalmente attraverso la crosta terrestre, dove gli operatori incontrano diversi pericoli e devono combattere creature preistoriche per salvare sia il team di ricerca che se stessi e per cercare di ritornare alla superficie prima che sia troppo tardi.

## Produzione
Il film fu prodotto da The Asylum, diretto da Davey Jones e Scott Wheeler e girato in Belize.
Il film, basato assai liberamente sul romanzo di Jules Verne Viaggio al centro della Terra e sul romanzo di Edgar Rice Burroughs At the Earth's Core, è un mockbuster del film Viaggio al centro della Terra 3D (Journey to the Center of the Earth), con Brendan Fraser, uscito nello stesso anno. È il secondo film di The Asylum basato su un romanzo di Jules Verne dopo 30,000 Leagues Under the Sea (2007). Il film, pur essendo un adattamento di Viaggio al centro della Terra di Verne, ha una stretta somiglianza con At the Earth's Core di Burroughs, così come con il suo successivo adattamento cinematografico Centro della Terra: continente sconosciuto (At the Earth's Core) del 1976.

## Distribuzione
Il film è stato distribuito solo per l'home video. Alcune delle uscite internazionali sono state:
- 1º luglio 2008 negli Stati Uniti (Journey to the Center of the Earth)
- nel Regno Unito (Journey to Middle Earth)
- 11 marzo 2009 in Giappone
- 31 agosto 2011 in Germania (Reise zum Mittelpunkt der Erde 2)
- in Francia (Voyage au centre de la terre)